# Detroit Turbos
O Detroit Turbos foi um clube profissional de box lacrosse, sediado em Detroit, Estados Unidos. O clube disputou a National Lacrosse League, entre 1989 a 1994.

## História
A franquia foi fundada em 1989, para disputar a Major Indoor Lacrosse League, e conquistaram o título de 1991.